# 酒匂川
座標: 北緯35度15分39秒 東経139度11分02秒 / 北緯35.2609度 東経139.1840度

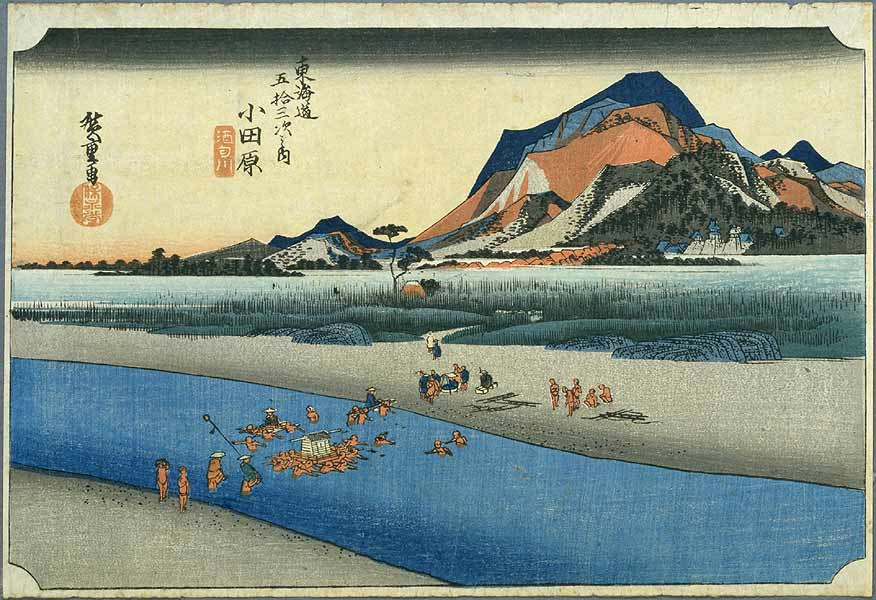
歌川広重『東海道五十三次・小田原・酒匂川』

酒匂川（さかわがわ）は、静岡県および神奈川県を流れる二級河川。静岡県内では鮎沢川（あゆざわがわ）と呼ばれる。神奈川県では利水の面において相模川に次ぐ第2に重要な河川である｡

## 特徴

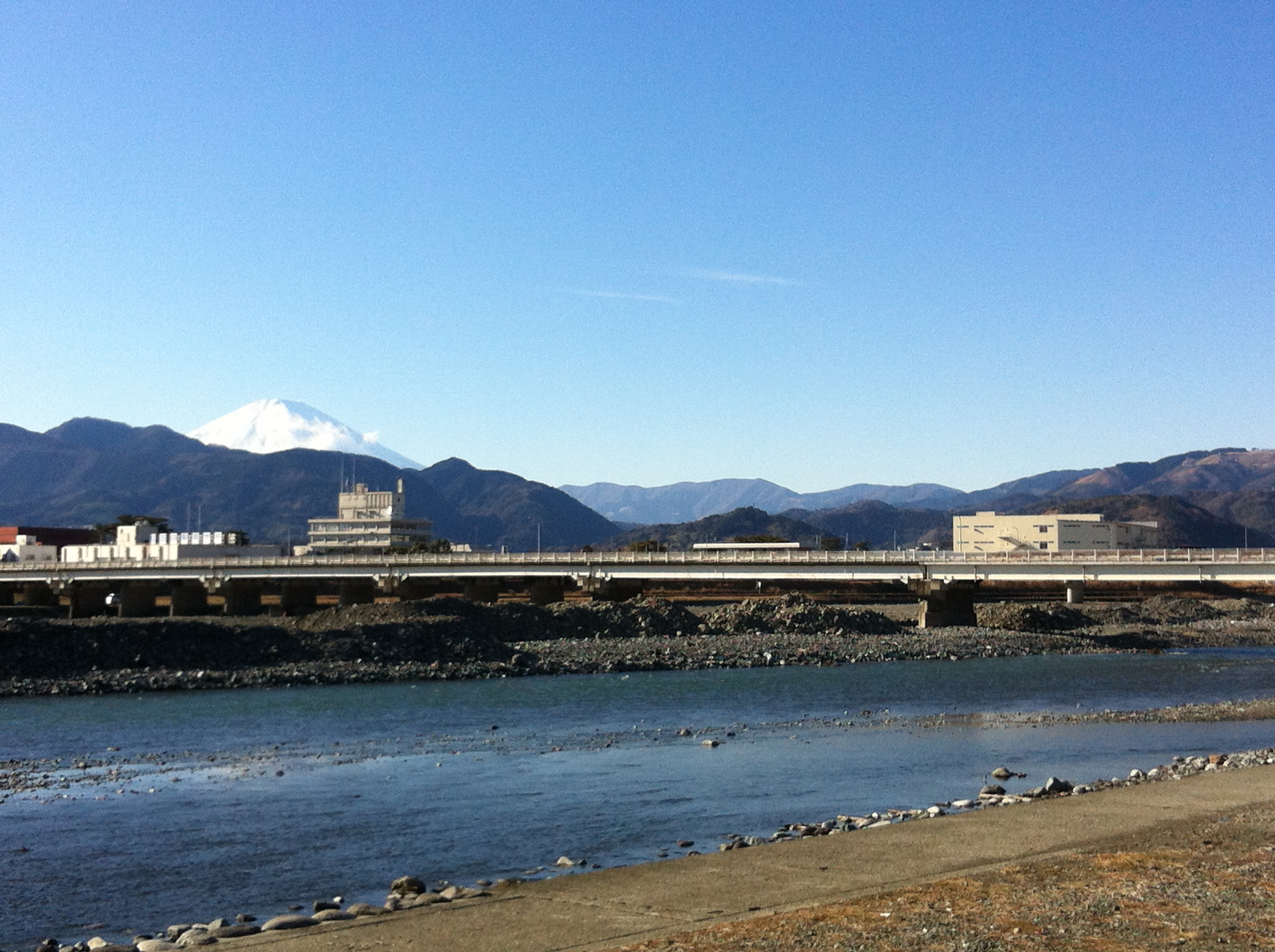
酒匂川と富士山

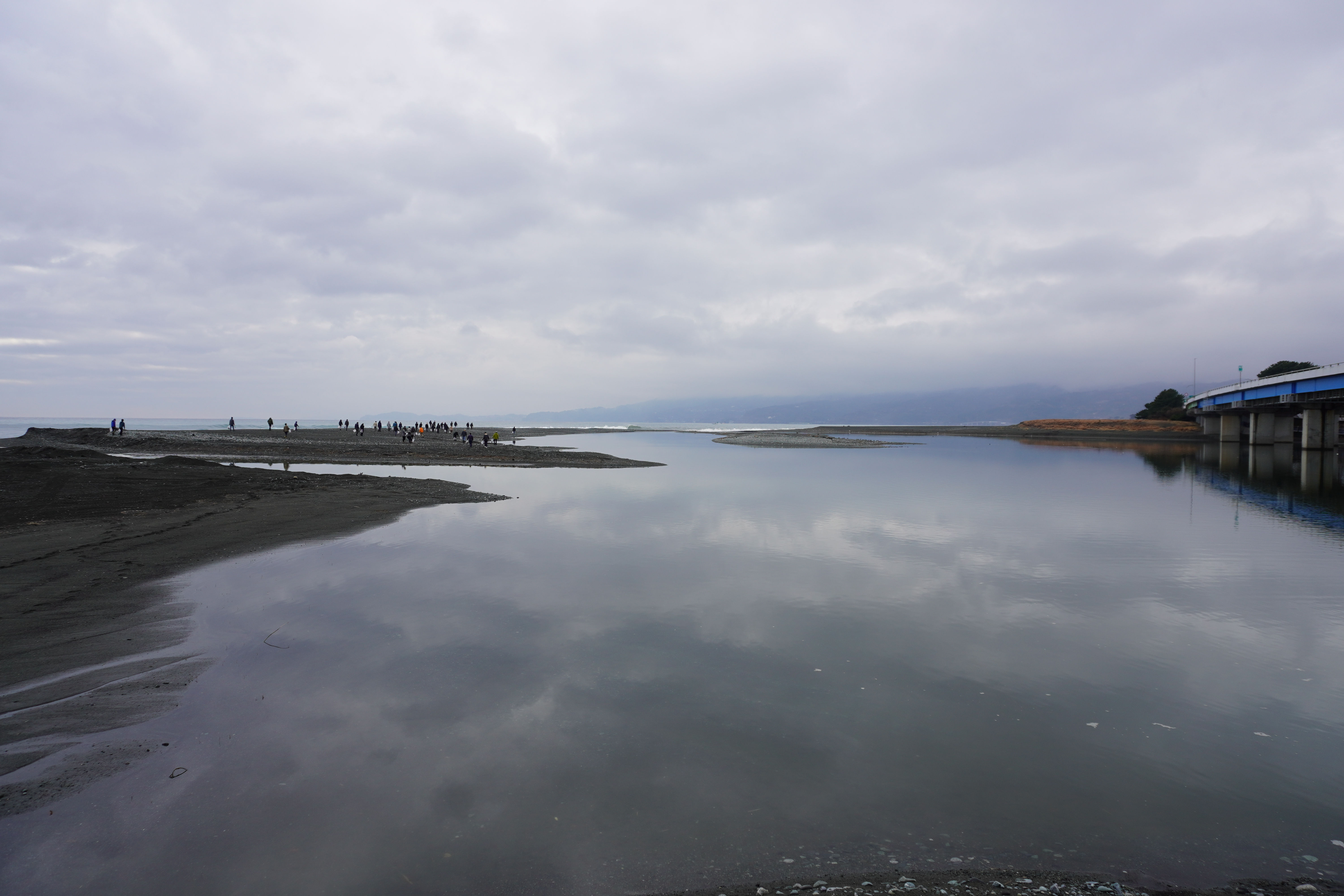
酒匂川河口

富士山の東麓と丹沢山地の西南部を主な源流とし、JR東海の御殿場線・東名高速道路と並走するように流れ、丹沢山地と箱根山の間を抜け足柄平野（酒匂川低地）を南下、小田原市で相模湾へと注ぐ。山間部から平野部に入るときに平野の中央を流れ、耕地を潤すように文命堤（岩流瀬堤、大口堤）が建設された。岩流瀬堤（がらせつつみ）は流れをいったん断崖に導き、大口堤は断崖からの流れを平野中央に導いている。
上流の御殿場市付近では、富士山のなだらかな裾野が広がり、流れが穏やかで護岸工事が施され、河川の上流といった雰囲気は乏しい。むしろ、中上流域の小山町から山北町にかけての県境付近の方が、谷が深く大きい岩や石が見られ、こちらのほうが渓流の趣きが感じられる。下流の足柄平野付近では川幅も広がり、周辺には水田や住宅地が多くなる。
古くから東海道が横切るなど重要な交通路と関係が深い。江戸時代の東海道には橋が架けられておらず、川越制度が存在していた。川越人夫が旅人を渡していた「酒匂川の渡し場」は、歌川広重、歌川国貞などの手により浮世絵の題材となった。

## 流域の自治体
- 静岡県 - 御殿場市、小山町
- 神奈川県 - 山北町、開成町、南足柄市、松田町、大井町、小田原市

## 主な支流

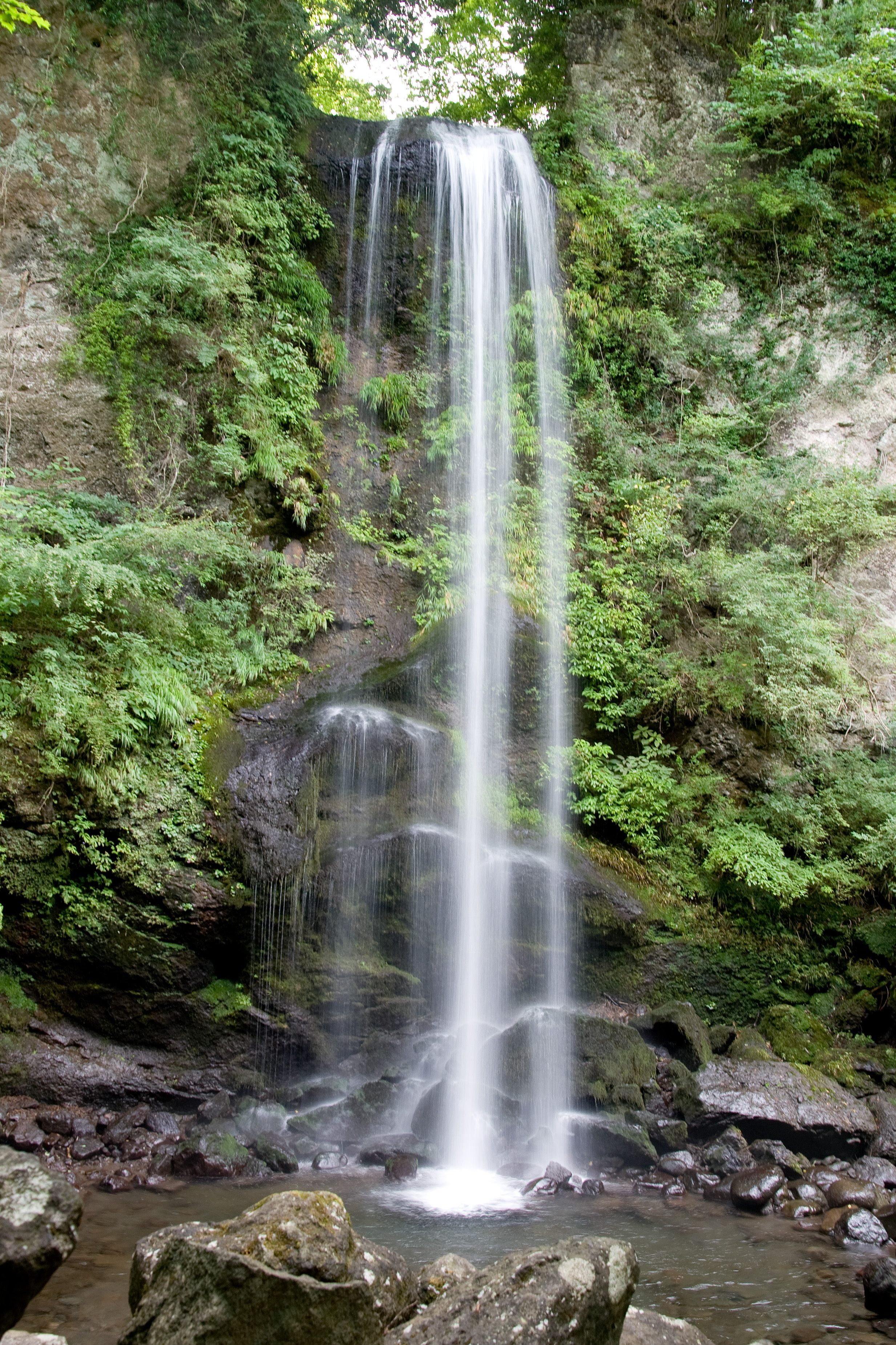
内川・夕日の滝

- 川音川 - 四十八瀬川・中津川（松田町内）
- 狩川
南足柄市内・箱根山北側を源流とする川。足柄平野西部を流れ、小田原市内で酒匂川と合流する。
- 内川 - 夕日の滝がある。
- 河内川 - 丹沢湖 - 中川川・玄倉川・世附川
丹沢山中を源流とする玄倉川などの河川がいったん丹沢湖に流れ込み、丹沢湖から流れ出した河内川が山北町で鮎沢川と合流する。
- 須川
- 馬伏川
- 富士山裾野御殿場市河川群
- 下菊川

## 主な鉄道・道路
- 鉄道
  - JR東海御殿場線、小田急小田原線、JR東海東海道新幹線、JR東日本東海道本線・東海道貨物線
- 道路
  - 東名高速道路、国道1号、国道246号
  - また南足柄市から小田原市にかけての本河川の右岸側には酒匂川サイクリングコースが設けている。

## 河川沿いの施設
- 陸上自衛隊 東富士演習場（源流部）
- ぐみの木近隣公園（山北町内）
- 松田町酒匂川町民親水広場（松田町内）
- 開成水辺スポーツ公園（開成町内）

## 水害

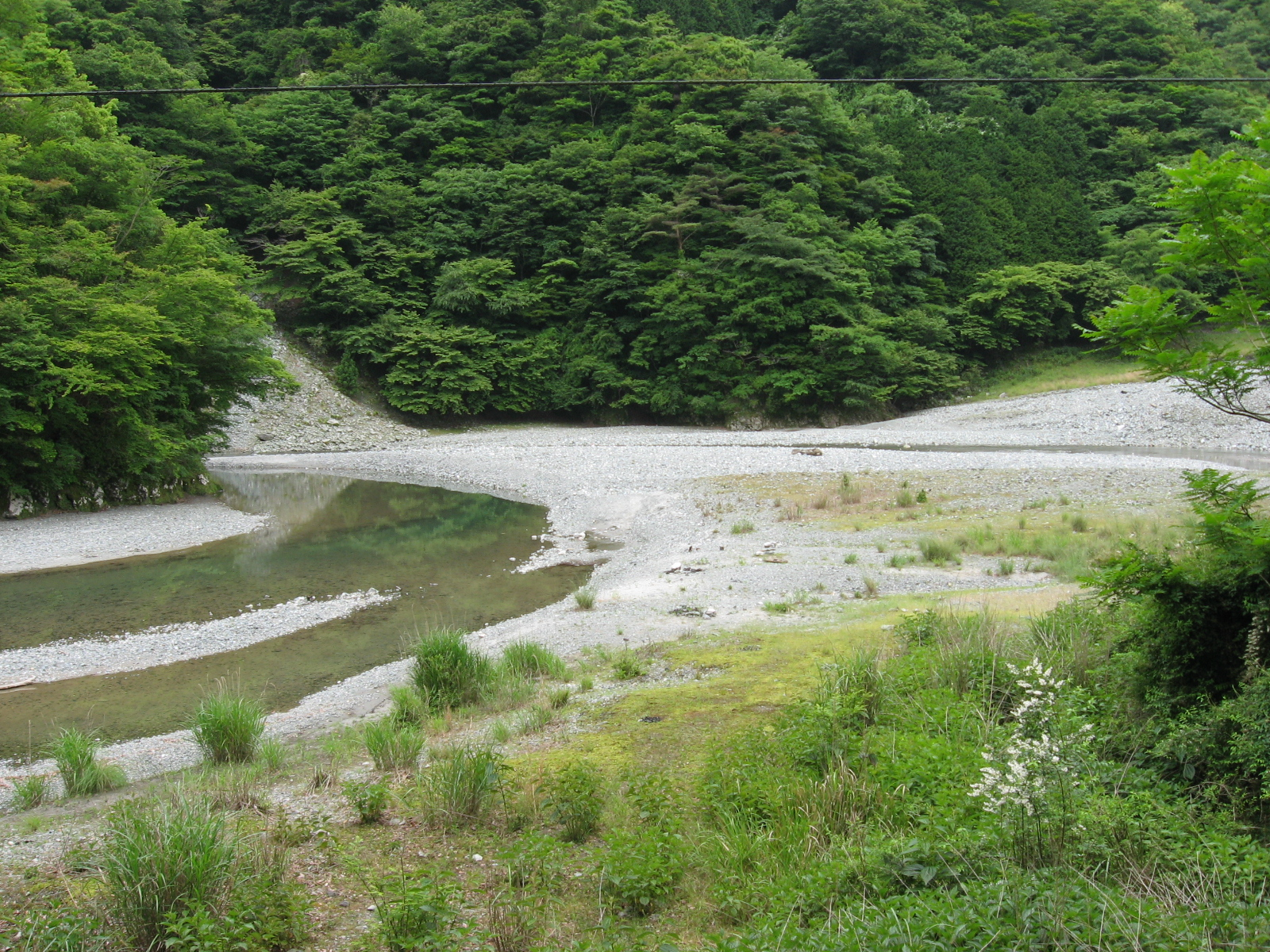
玄倉川水難事故の発生現場付近

- 1707年（宝永4年）に起きた富士山の宝永大噴火の際には、酒匂川流域で大量の火山灰が積もり、下流では長年に亘って大雨の度に泥流に悩まされた。なかでも、噴火の翌年の6月21日（8月7日）から翌日に及んだ豪雨で大規模な土石流が発生、大口堤が決壊し足柄平野を火山灰交じりの濁流で埋め尽くした。1787年に酒匂川流域に生まれた二宮尊徳も、幼少期に繰り返された酒匂川の洪水で苦労を重ねている。
- 1999年8月19日、支流の玄倉川流域でキャンパーがダムの放流水に流され、13人が亡くなった。詳しくは玄倉川水難事故を参照。
- 2006年8月17日、上流の静岡県御殿場市や小山町で局地的な豪雨が起こった。このため鮎沢川では急激な水位の上昇が起こり、下流で釣りをしていた25人が逃げ遅れて流されたり、中州に取り残されたりした。そのうち2人が岸までたどり着けずに溺れ行方不明になっていたが、1人が神奈川県小田原市で、1人は河口付近の海上で遺体として発見された。
- 2007年9月7日、未明に台風9号が神奈川県西部を通過し、松田町では十文字橋の橋脚基礎が洗掘のため沈下し、上部工がV字型に折れ曲がった。全面復旧は翌年12月22日までかかった。
- 2010年9月8日、台風9号が小山町や山北町を中心に豪雨をもたらし、小山町では酒匂川支流の須川などで護岸が決壊し、床上浸水50棟、床下浸水73棟、また各地で道路が崩落するなどの大きな被害が発生した。小田原市では酒匂川の中州に取り残された人が救助された。降水量は丹沢湖のアメダスで24時間雨量495mm、小田原市のアメダスで24時間雨量238.5mmを記録した。
- 2019年10月11日から13日にかけて令和元年東日本台風（台風19号）の影響により72時間降水量は240ミリに達し、10月の記録を更新した。

## 関連文献
- 宇佐美ミサ子「近世における徒渉制について : 酒匂川徒渉を中心に」『交通史研究』第6巻、交通史学会、1981年、41-62頁、doi:10.20712/kotsushi.6.0_41。